# Inexaktes Differential
Ein inexaktes Differential (auch unvollständiges Differential) ist ein Differential, welches kein vollständiges Differential ist. Mathematisch genauer ausgedrückt handelt es sich um eine Differentialform der Stufe 1, die nicht das totale Differential einer Funktion ist.
Inexakte Differentiale werden häufig so notiert, als handle es sich um das Differential einer Funktion, jedoch mit einem {\displaystyle \delta } statt einem {\displaystyle \mathrm {d} }.
Beispielsweise ist
{\displaystyle \delta f=g(x,y)\,\mathrm {d} x+h(x,y)\,\mathrm {d} y}
ein inexaktes Differential, falls {\displaystyle {\tfrac {\partial g}{\partial y}}\neq {\tfrac {\partial h}{\partial x}}}, da dann die Integrabilitätsbedingung nicht erfüllt ist. D. h. es gibt zu {\displaystyle \delta f} keine Funktion {\displaystyle f}.
In der Thermodynamik haben Prozessgrößen, z. B. die Wärme {\displaystyle Q}, die ein System mit seiner Umgebung austauscht, inexakte Differentiale  {\displaystyle \delta Q}. Denn {\displaystyle Q} ist keine Funktion des Zustands, sondern hängt ab von der Prozessführung (siehe Wegintegral), daher ist das geschlossene Wegintegral typischerweise 
{\displaystyle \oint _{C}\delta Q=Q_{C}\neq 0,}
im Gegensatz zu einem geschlossenen Wegintegral einer Zustandsvariable:
{\displaystyle \oint _{C}dF=0.}
In manchen Fällen kann ein inexaktes Differential durch Multiplikation mit einem integrierenden Faktor in ein exaktes Differential überführt werden, beispielsweise gilt für die Entropie {\displaystyle dS=\delta Q/T} wobei der integrierende Faktor somit {\displaystyle 1/T} (die inverse absolute Temperatur) ist.
Ein anderes Beispiel ist {\displaystyle \delta W/p=-dV} (mit Druck {\displaystyle p}, Volumen {\displaystyle V} und (wegabhängiger) Arbeit {\displaystyle W})